# Anna di Savoia (principessa 1455)
Anna di Savoia (1º giugno 1455 – febbraio 1480) fu una principessa della Savoia.

## Biografia
Era figlia del duca Amedeo IX di Savoia e di Iolanda di Francia.
Venne data in moglie l'11 settembre 1478 al principe Federico d'Aragona, figlio di Ferrante I di Napoli.
Anna morì nel 1480 senza riuscire a divenire regina di Napoli. Suo marito divenne re alla morte del nipote Ferrante II di Napoli nel 1496. Sei anni dopo la morte di Anna, si risposò con Isabella del Balzo.

## Discendenza
Dal matrimonio nacque una sola figlia:
- Carlotta d'Aragona (1480 - Vitré, 16 ottobre 1506)[2].

## Ascendenza
|                      |                     |                     | Genitori                        |  |  | Nonni |  |  | Bisnonni          |  |  | Trisnonni            |  |
|                      |                     |                     |                                 |  |  |       |  |  | Antipapa Felice V |  |  | Amedeo VII di Savoia |  |
|                      |                     |                     |                                 |  |  |       |  |  | Antipapa Felice V |  |  | Amedeo VII di Savoia |  |
|                      |                     | Bona di Berry       |                                 |  |  |       |  |  | Antipapa Felice V |  |  |                      |  |
| Ludovico di Savoia   |                     |                     |                                 |  |  |       |  |  | Antipapa Felice V |  |  |                      |  |
|                      |                     | Maria di Borgogna   | Filippo II di Borgogna          |  |  |       |  |  |                   |  |  |                      |  |
|                      |                     | Maria di Borgogna   | Filippo II di Borgogna          |  |  |       |  |  |                   |  |  |                      |  |
|                      |                     | Maria di Borgogna   | Margherita III delle Fiandre    |  |  |       |  |  |                   |  |  |                      |  |
| Amedeo IX di Savoia  |                     | Maria di Borgogna   |                                 |  |  |       |  |  |                   |  |  |                      |  |
|                      |                     | Giano I di Cipro    | Giacomo I di Cipro              |  |  |       |  |  |                   |  |  |                      |  |
|                      |                     | Giano I di Cipro    | Giacomo I di Cipro              |  |  |       |  |  |                   |  |  |                      |  |
|                      |                     | Giano I di Cipro    | Helvis di Brunswick-Grubenhagen |  |  |       |  |  |                   |  |  |                      |  |
| Anna di Lusignano    |                     | Giano I di Cipro    |                                 |  |  |       |  |  |                   |  |  |                      |  |
|                      |                     | Carlotta di Borbone | Giovanni I di Borbone-La Marche |  |  |       |  |  |                   |  |  |                      |  |
|                      |                     | Carlotta di Borbone | Giovanni I di Borbone-La Marche |  |  |       |  |  |                   |  |  |                      |  |
|                      |                     | Carlotta di Borbone | Caterina di Vendôme             |  |  |       |  |  |                   |  |  |                      |  |
| Anna di Savoia       |                     | Carlotta di Borbone |                                 |  |  |       |  |  |                   |  |  |                      |  |
|                      | Carlo VI di Francia | Carlo V di Francia  |                                 |  |  |       |  |  |                   |  |  |                      |  |
|                      | Carlo VI di Francia | Carlo V di Francia  |                                 |  |  |       |  |  |                   |  |  |                      |  |
|                      | Carlo VI di Francia | Giovanna di Borbone |                                 |  |  |       |  |  |                   |  |  |                      |  |
| Carlo VII di Francia | Carlo VI di Francia |                     |                                 |  |  |       |  |  |                   |  |  |                      |  |
|                      |                     | Isabella di Baviera | Stefano III di Baviera          |  |  |       |  |  |                   |  |  |                      |  |
|                      |                     | Isabella di Baviera | Stefano III di Baviera          |  |  |       |  |  |                   |  |  |                      |  |
|                      |                     | Isabella di Baviera | Taddea Visconti                 |  |  |       |  |  |                   |  |  |                      |  |
| Iolanda di Valois    |                     | Isabella di Baviera |                                 |  |  |       |  |  |                   |  |  |                      |  |
|                      |                     | Luigi II d'Angiò    | Luigi I d'Angiò                 |  |  |       |  |  |                   |  |  |                      |  |
|                      |                     | Luigi II d'Angiò    | Luigi I d'Angiò                 |  |  |       |  |  |                   |  |  |                      |  |
|                      |                     | Luigi II d'Angiò    | Marie de Châtillon              |  |  |       |  |  |                   |  |  |                      |  |
| Maria d'Angiò        |                     | Luigi II d'Angiò    |                                 |  |  |       |  |  |                   |  |  |                      |  |
|                      |                     | Violante d'Aragona  | Giovanni I d'Aragona            |  |  |       |  |  |                   |  |  |                      |  |
|                      |                     | Violante d'Aragona  | Giovanni I d'Aragona            |  |  |       |  |  |                   |  |  |                      |  |
|                      |                     | Violante d'Aragona  | Iolanda di Bar                  |  |  |       |  |  |                   |  |  |                      |  |
|                      |                     | Violante d'Aragona  |                                 |  |  |       |  |  |                   |  |  |                      |  |